# William Desborough Cooley
William Desborough Cooley (1795 - 1883) fue un geógrafo teórico e historiador británico, uno de los fundadores de la Haklyut Society. Fue considerado una autoridad en las regiones inexploradas de África durante las décadas de 1830 y 1840.
Autor de numerosos libros de historia y geografía, como Negroland of the Arabs (1841), y Inner Africa Laid Open (1852). En 1845 hizo una geografía de África oriental a partir de las fuentes clásicas y del testimonio proporcionado por un árabe de Zanzíbar, en el que pese a que muchos detalles carecían de exactitud, las rutas árabes entre la costa del índico y los grandes lagos del interior del continente aparecían con claridad. Pero su recelo a cambiar sus mapas tras la información de primera mano de las exploraciones prácticas, así como el rechazo de las afirmaciones de Johann Ludwig Krapf y Johannes Rebmann sobre la existencia de nieve en las cumbres del Kilimanjaro y del monte Kenia, le hizo merecedor de desprecio y del apodo de «geógrafo de sillón». 
Falleció el 1 de marzo de 1883 en la miseria.